# Breitscheid (Hesse)
Pour les articles homonymes, voir Breitscheid.
Breitscheid est une municipalité allemande située dans l'arrondissement de Lahn-Dill et dans le land de la Hesse. Elle se trouve au tripoint entre la Hesse, la Rhénanie-Palatinat et la Rhénanie-du-Nord-Westphalie.

## Personnalités liées à la ville
- Walter Fries (1894-1982), général né à Gusternhain.